# I Stand Before You Naked
I Stand Before You Naked är en pjäs av Joyce Carol Oates från 1991.
Det är ett collage av monologer och handlar om tio olika kvinnoöden. Pjäsen har satts upp i Sverige flera gånger.